# Bánh mì Barbari

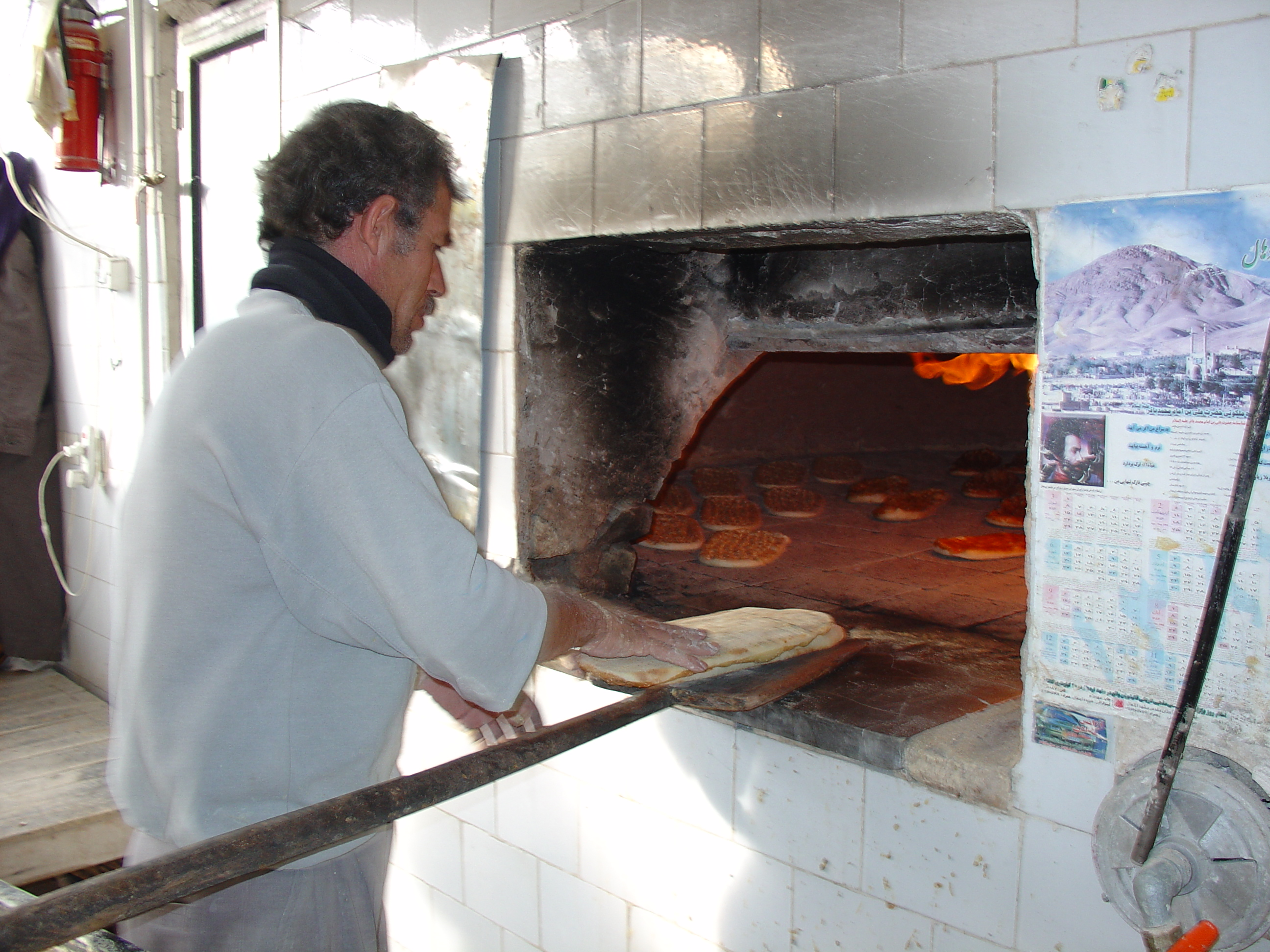
Một người nướng bánh mì Barbari bằng lò nướng truyền thống

Bánh mì Barbari (tiếng Ba Tư: نان بربری, đã Latinh hoá: nân-e barbari) là một loại bánh mỳ làm từ nấm men men của Iran được cắt lát. Đây là một trong những loại bánh mì dẹt dày nhất và thường được phủ mè hoặc hạt caraway đen. Một đặc điểm đáng chú ý của bánh mì là lớp da trên của nó tương tự như bánh quy hoặc da của cuộn dung dịch kiềm do phản ứng Maillard xảy ra trong quá trình nướng khi nó được tráng men với hỗn hợp muối nở, bột mì và nước trước khi nướng. Nó được biết đến rộng rãi là bánh mì dẹt Ba Tư, Hoa Kỳ và Canada.

## Từ nguyên
Barbari là một thuật ngữ tiếng Ba Tư cổ để chỉ người Hazara sống ở Khorasan, Iran. Bánh mì Barbari lần đầu tiên được nướng bởi những người Hazara và đưa đến Tehran, trở nên phổ biến trong triều đại Qajar. Hazaras không còn được gọi là barbari (tức người Phục sinh), nhưng bánh mì vẫn được gọi là nan-e barbari ở Iran trong khi Hazaras gọi nó là nan-e tanoori (bánh mì lò nướng tandoor). Nó phổ biến ở Azeris, Iran.

## Sản xuất và kiểu dáng
Bánh mì thường có chiều dài từ 70 cm đến 80 và chiều rộng từ 25 cm đến 30 cm. Đây là kiểu nướng phổ biến nhất ở Iran. Nó được phục vụ trong nhiều nhà hàng với pho mát Lighvan, một loại pho mát sữa của ewe tương tự như pho mát feta.